# Campionati del mondo di ciclismo su strada 2022 - Cronometro femminile Junior
La cronometro femminile junior dei Campionati del mondo di ciclismo su strada 2022 si è svolta il 20 settembre 2022 con partenza ed arrivo a Wollongong, in Australia, su un percorso totale di 14,1 km. La medaglia d'oro è stata appannaggio della britannica Zoe Bäckstedt con il tempo di 18'26"78 alla media di 45,863 km/h, che ha preceduto la tedesca Justyna Czapla e la belga Febe Jooris.
Tutte le 37 cicliste accreditate alla partenza hanno completato il percorso.

## Ordine d'arrivo (Top 10)
| Pos. | Corridore            | Squadra     | Tempo     |
| ---- | -------------------- | ----------- | --------- |
| 1    | Zoe Bäckstedt        | G. Bretagna | 18'26"78  |
| 2    | Justyna Czapla       | Germania    | a 1'35"58 |
| 3    | Febe Jooris          | Belgio      | a 1'48"98 |
| 4    | Eliška Kvasničková   | Rep. Ceca   | a 1'49"31 |
| 5    | Anna van der Meiden  | Paesi Bassi | a 1'50"14 |
| 6    | Elisabeth Ebras      | Estonia     | a 1'50"87 |
| 7    | Nienke Vinke         | Paesi Bassi | a 1'51"56 |
| 8    | Isabelle Carnes      | Australia   | a 1'54"55 |
| 9    | Laura Lizette Sander | Estonia     | a 2'00"17 |
| 10   | Isabel Sharp         | G. Bretagna | a 2'04"87 |